# Quyquyhó
Quyquyhó è un centro abitato del Paraguay; è situato nel dipartimento di Paraguarí, ad una distanza di circa 169 km dalla capitale del paese, Asunción, e forma uno dei 17 distretti del dipartimento.

## Popolazione
Al censimento del 2002 la località contava una popolazione urbana di 798 abitanti (6.865 nel distretto).

## Storia
Fondata nel 1776, Quyquyhó conserva ancora la sua vecchia chiesa francescana e diverse abitazioni costruite nella seconda metà del XVIII secolo. Nel centro abitato è nato Fulgencio Yegros, uno dei padri dell'indipendenza paraguaiana.

## Caratteristiche
La località è raggiungibile da Caapucú mediante una strada sterrata lunga circa 30 km. Le principali attività economiche sono l'allevamento e l'agricoltura.